# Mäntyjärvi (sjö i Norra Karelen)
Mäntyjärvi är en sjö i Finland. Den ligger i kommunen Nurmes i landskapet Norra Karelen, i den centrala delen av landet, 500 km nordost om huvudstaden Helsingfors. Mäntyjärvi ligger 204,5 meter över havet. Den är 9,8 meter djup. Arean är 1,11 kvadratkilometer och strandlinjen är 10,14 kilometer lång. Sjön  ingår i Vuoksens huvudavrinningsområde.   I omgivningarna runt Mäntyjärvi växer i huvudsak barrskog.